# Bode (Hanstedt)
Bode ist ein Ortsteil der Gemeinde Hanstedt in der Samtgemeinde Bevensen-Ebstorf im niedersächsischen Landkreis Uelzen. Bode gehört zur evangelischen Kirchengemeinde St. Georg in Hanstedt.

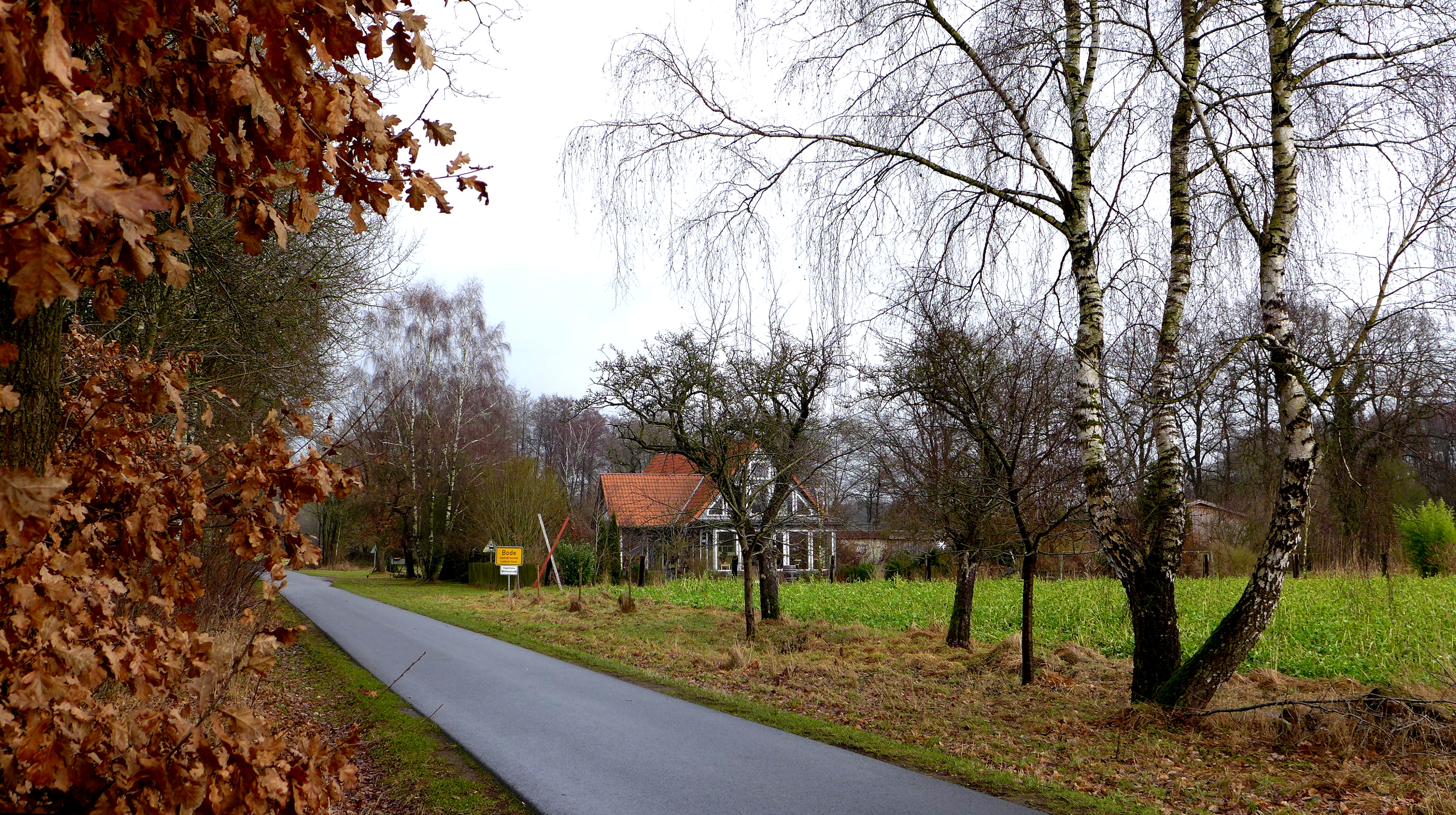
Ortseingang Bode

## Geografie und Verkehrsanbindung
Bode liegt südwestlich des Kernortes Hanstedt I. Die Landesstraße L 250 verläuft nördlich und östlich. Das 81 ha große Naturschutzgebiet (NSG) Arendorfer Moor liegt nordwestlich und das 240 ha große NSG Maschbruch südlich.

## Sehenswürdigkeiten
- 300 m südwestlich von Bode befindet sich die Burg Bodwede, Stammburg des hochmittelalterlichen Grafengeschlechts der Badwiden.
- In der Liste der Baudenkmale in Hanstedt (Landkreis Uelzen) sind für Bode ein Gruppendenkmal und vier Einzeldenkmale aufgeführt.